# Charles Edward Jones
Pour les articles homonymes, voir Jones.
Charles Edward « Chuck » Jones (né le 8 novembre 1952 à Clinton et mort le 11 septembre 2001 à New York) est un officier de l'United States Air Force (USAF), un programmeur informatique et un aspirant astronaute du programme militaire Manned Spaceflight Engineer Program. Il est l'une des victimes des attentats du 11 septembre 2001.

## Biographie
Diplômé de la Wichita East High School (en) en 1970, il obtient un baccalauréat universitaire en sciences en génie astronautique de l'United States Air Force Academy en 1974 et une maîtrise universitaire ès sciences en astronautique du Massachusetts Institute of Technology (MIT) en 1980.
Il entre dans le programme Manned Spaceflight Engineer Program de l'USAF en 1982 et doit voler sur la mission STS-71-B en décembre 1986, mais la mission est annulée après l'accident de la navette spatiale Challenger en janvier 1986. Il quitte le programme en 1987, sans avoir réalisé de vol.
Il travaille ensuite pour la Defense Intelligence Agency (DIA) sur la Bolling Air Force Base (en) de Washington et est directeur d'un programme de renseignements sur la Hanscom Air Force Base (en) dans le Massachusetts.
Il meurt à l'âge de 48 ans lors des attentats du 11 septembre 2001 à bord du vol 11 American Airlines. Retraité, il vivait à Bedford dans le Massachusetts au moment de sa mort.
Au Mémorial du 11 Septembre, Jones est commémoré par l'inscription de son nom sur le panneau N-74 du bassin nord.